# Tabes dorsalis
Tabes dorsalis (ruggenmergtering) is een langzame degeneratie van sensorische neuronen, oftewel de neuronen die informatie van de zintuigen naar het centrale zenuwstelsel zenden. De gedegenereerde zenuwen bevinden zich in de achterstrengen van het ruggenmerg en tasten de proprioceptie, vibratiezin en fijne tastzin aan. Tabes dorsalis wordt veroorzaakt door demyelinisatie, vaak als gevolg van infectie met Treponema pallidum, de bacterie die syfilis teweegbrengt. De ziekte verschijnt doorgaans op middelbare leeftijd en komt vaker voor bij mannen dan bij vrouwen.

## Symptomen
Er kan veel tijd zitten tussen het moment van infectie en het optreden van de symptomen; soms wel enkele tientallen jaren. Symptomen zijn slapheid, uitvallen van reflexen, brandende en stekende pijn, gevoel alsof er beestjes over de huid lopen, overgevoeligheid van de tastzin, moeilijk lopen, progressieve degeneratie van gewrichten, verlies van coördinatie, veranderingen in persoonlijkheid, dementie, doofheid, verslechtering van het zicht, overgevoeligheid voor licht.

## Prognose
Zonder behandeling kan tabes dorsalis leiden tot verlamming, dementie en blindheid. De neurologische schade is onomkeerbaar.

## Behandeling
Tabes dorsalis kan worden behandeld door intraveneuze toediening van penicilline. De pijn die hiermee gepaard gaat kan worden bestreden met opiaten, valproïnezuur of carbamazepine. In verband met spiermassaverlies en verslapping is fysiotherapie ook noodzakelijk.

## Trivia
Arthur Conan Doyle, schrijver van de verhalen over Sherlock Holmes, schreef in 1885 zijn proefschrift over tabes dorsalis.